# 寡源杆菌属
寡源杆菌属為伯克氏菌目产碱菌科的一属好氧或兼性厌氧发酵型革兰氏阴性杆菌。短小杆菌。主要从人的泌尿道分离。致病性不详，估计较弱。此属的模式种为尿道寡源杆菌(Oligella urethralis)。

## 下属物种
- 解尿寡源杆菌 Oligella ureolytica Rossau et al. 1987
- 尿道寡源杆菌 Oligella urethralis (Lautrop et al. 1970) Rossau et al. 1987